# Графья
Графья́ (иконопись) — углубление в левкасе, процарапанное по контуру предварительного рисунка. Выполняется при помощи специального инструмента — цировки.
Предназначена для сохранения видимости основных линий личного и доличного письма в процессе нанесения колеров.